# Gnorimosphaeroma izuense
Gnorimosphaeroma izuense är en kräftdjursart som beskrevs av Nunomura2007. Gnorimosphaeroma izuense ingår i släktet Gnorimosphaeroma och familjen klotkräftor. Inga underarter finns listade i Catalogue of Life.